# Cryptochironomus psammophila
Cryptochironomus psammophila är en tvåvingeart som beskrevs av Botnariuc 1956. Cryptochironomus psammophila ingår i släktet Cryptochironomus och familjen fjädermyggor.
Artens utbredningsområde är Rumänien. Inga underarter finns listade i Catalogue of Life.